# Mate Bilić
Mate Bilić (Split, 23. listopada 1980.), umirovljeni je hrvatski nogometaš.
Krenuo je Bilić u pomlatku splitskog Hajduka gdje je debitirao sezone 98./99. Sljedeće sezone, ipak, poslan je na posudbu u niželigaša Mosor iz Žrnovnice. Sljedeće se sezone vraća u Hajduk, te u konkurenciji s Vučkom, Deranjom i Baturinom uspijeva izboriti status prvotimca. S 20 godina bitan je napadač "majstora s mora", a već nagodinu i prvak Hrvatske. Pamti se i krasan pogodak iz slobodnjaka protiv Mallorce na Poljudu. 
Nakon što je bio dio rasprodaje šampionske momčadi (otišao početkom sljedeće sezone), prelazi u redove španjolske Zaragoze gdje pored Miloševića i Gallettija nije nešto bitno igrao, te bilježi tek jedan gol u 18 utakmica. Zaragoza na kraju sezone ispada u drugu ligu. Nakon toga redovito mjenja klubove po Španjolskoj. Prvo UD Almería, pa zatim Gijón u koji dolazi kao zamjena za Davida Villu. U Sportingu je igrao uspješno, no, naredne godine opet mijenja odredište. Ovog puta to je Córdoba CF nakon koje nastupa za Lleidu. 
Poslije 5 španjolskih godina prelazi u austrijski Rapid gdje zajedno s Bazinom spašava ugled poznatog bečkog kluba koji se našao u teškoj poziciji. Nakon toga, postaje jedan od ponajbolji napadač momčadi. Nakon više od 50 utakmica u sezonu i pol vraća se u Španjolsku, svoj bivši Gijón.
21. lipnja 2013. vraća se u hrvatski nogometni klub Split.
Statistika u Hajduku
| Natjecanje        | Nastupi | Zgoditci |
| ----------------- | ------- | -------- |
| Prvenstvo         | 64      | 19       |
| Kup               | 15      | 5        |
| Superkup          | 0       | 0        |
| Međunarodne       | 8       | 3        |
| Splitski podsavez | 0       | 0        |
| Ukupno            | 87      | 27       |
| Prijateljske      | 22      | 10       |
| Sveukupno         | 109     | 37       |

Prvi nastup u prvoj momčadi Hajduka bio mu je protiv Mladosti 127. u Suhopolju, 15. studenog 1998. Ušao je kao zamjena umjesto Zvonimira Deranje. Utakmica je završila 1:1, a zgoditak za Bile postigao je Računica.